# عشقی در اوکلاهاما وجود ندارد
عشقی در اوکلاهاما وجود ندارد آهنگی از خواننده موسیقی کانتری آمریکایی لوک کومز است. این آهنگ در ۲۰ می ۲۰۲۴ به عنوان تک آهنگ اصلی از گردبادها: آلبوم، آلبوم موسیقی متن فیلم گردباد ها پخش شد.

## موزیک ویدیو
موزیک ویدیو  عشقی در اوکلاهاما وجود ندارد توسط الکس بیتان کارگردانی شد و در ۱۶ مه ۲۰۲۴ به نمایش درآمد.  این ویدئو دارای تصاویری از فیلم  گردبادها است که با تصاویر اجرای لوک کومز در حال خواندن این آهنگ در هم آمیخته شده است.  این ویدئو همچنین شامل تصویری کوتاه از جان هانتر نمچک، راننده مسابقات نسکار نیز است. 

## عملکرد تجاری
"عشقی در اوکلاهاما وجود ندارد" در رتبه ۲۴ در هفته اول انتشار خود در جدول پخش بیلبورد کانتری در تاریخ ۲۵ می ۲۰۲۴ به نمایش درآمد.  در سپتامبر ۲۰۲۴ این اهنگ به رتبه یک رسید و کومز برای هجدهمین بار رتبه اول خود را در این جدول پخش به دست آورد. 

## گواهینامه ها
| منطقه                                                              | گواهی | واحد گواهی‌شده/فروش |
| ------------------------------------------------------------------ | ----- | ------------------ |
| استرالیا (آی‌اف‌پی‌آی استرالیا)                                       | طلا   | ۳۵٬۰۰۰             |
| * رقم فروش تنها بر پایهٔ گواهی‌ها. ^ رقم توزیع تنها بر پایهٔ گواهی‌ها. |       |                    |